# Lutas nos Jogos Olímpicos de Verão de 2000
As lutas nos Jogos Olímpicos de Verão de 2000 foram realizadas em Sydney, com dezesseis eventos disputados, sendo oito categorias de luta greco-romana e oito categorias de luta livre.

## Eventos da luta
Luta livre: 48-54 kg | 54-58 kg | 58-63 kg | 63-69 kg | 69-76 kg | 76-85 kg | 85-97 kg | 97-130 kg 

Luta greco-romana: 48-54 kg | 54-58 kg | 58-63 kg | 63-69 kg | 69-76 kg | 76-85 kg | 85-97 kg | 97-130 kg

## Luta livre

### Luta livre - 48-54 kg
| Pos. | País                 | Atletas          |
| ---- | -------------------- | ---------------- |
|      | Azerbaijão (AZE)     | Namik Abdullayev |
|      | Estados Unidos (USA) | Samuel Henson    |
|      | Grécia (GRE)         | Amiran Karntanov |

### Luta livre - 54-58 kg
| Pos. | País                 | Atletas          |
| ---- | -------------------- | ---------------- |
|      | Irã (IRI)            | Alireza Dabir    |
|      | Ucrânia (UKR)        | Yevgen Buslovych |
|      | Estados Unidos (USA) | Terry Brands     |

### Luta livre - 58-63 kg
| Pos. | País                | Atletas           |
| ---- | ------------------- | ----------------- |
|      | Rússia (RUS)        | Mourad Oumakhanov |
|      | Bulgária (BUL)      | Serafim Barzakov  |
|      | Coreia do Sul (KOR) | Jang Jae-Sung     |

### Luta livre - 63-69 kg
| Pos. | País                 | Atletas          |
| ---- | -------------------- | ---------------- |
|      | Canadá (CAN)         | Daniel Igali     |
|      | Rússia (RUS)         | Arsen Gitinov    |
|      | Estados Unidos (USA) | Lincoln McIlravy |

### Luta livre - 69-76 kg
| Pos. | País                 | Atletas      |
| ---- | -------------------- | ------------ |
|      | Estados Unidos (USA) | Brandon Slay |
|      | Coreia do Sul (KOR)  | Moon Eui-Jae |
|      | Turquia (TUR)        | Adem Bereket |

### Luta livre - 76-85 kg
| Pos. | País                         | Atletas           |
| ---- | ---------------------------- | ----------------- |
|      | Rússia (RUS)                 | Adam Saitiev      |
|      | Cuba (CUB)                   | Yoel Romero       |
|      | República da Macedônia (MKD) | Mogamed Ibragimov |

### Luta livre - 85-97 kg
| Pos. | País              | Atletas              |
| ---- | ----------------- | -------------------- |
|      | Rússia (RUS)      | Saghid Mourtasaliyev |
|      | Cazaquistão (KAZ) | Islam Bairamukov     |
|      | Geórgia (GEO)     | Eldari Kurtandidze   |

### Luta livre - 97-130 kg
| Pos. | País              | Atletas          |
| ---- | ----------------- | ---------------- |
|      | Rússia (RUS)      | David Musulbes   |
|      | Uzbequistão (UZB) | Artur Taymazov   |
|      | Cuba (CUB)        | Alexis Rodríguez |

## Luta greco-romana

### Luta greco-romana - 48-54 kg
| Pos. | País                  | Atletas            |
| ---- | --------------------- | ------------------ |
|      | Coreia do Sul (KOR)   | Sim Kwon-Ho        |
|      | Cuba (CUB)            | Lázaro Rivas Scull |
|      | Coreia do Norte (PRK) | Kang Yong Gyun     |

### Luta greco-romana - 54-58 kg
| Pos. | País                | Atletas        |
| ---- | ------------------- | -------------- |
|      | Bulgária (BUL)      | Armen Nazarian |
|      | Coreia do Sul (KOR) | Kim In-Sub     |
|      | China (CHN)         | Sheng Zetian   |

### Luta greco-romana - 58-63 kg
| Pos. | País          | Atletas               |
| ---- | ------------- | --------------------- |
|      | Rússia (RUS)  | Varteres Samourgachev |
|      | Cuba (CUB)    | Juan Marén Delis      |
|      | Geórgia (GEO) | Akaki Chachua         |

### Luta greco-romana - 63-69 kg
| Pos. | País         | Atletas          |
| ---- | ------------ | ---------------- |
|      | Cuba (CUB)   | Feliberto Ascuy  |
|      | Japão (JPN)  | Katsuhiko Nagata |
|      | Rússia (RUS) | Alexei Glouchkov |

### Luta greco-romana - 69-76 kg
| Pos. | País                 | Atletas              |
| ---- | -------------------- | -------------------- |
|      | Rússia (RUS)         | Mourat Kardanov      |
|      | Estados Unidos (USA) | Matt James Lindland  |
|      | Finlândia (FIN)      | Marko Yli-Hannuksela |

### Luta greco-romana - 76-85 kg
| Pos. | País          | Atletas               |
| ---- | ------------- | --------------------- |
|      | Turquia (TUR) | Hamza Yerlikaya       |
|      | Hungria (HUN) | Sándor István Bárdosi |
|      | Geórgia (GEO) | Mukhran Vakhtangadze  |

### Luta greco-romana - 85-97 kg
| Pos. | País                 | Atletas          |
| ---- | -------------------- | ---------------- |
|      | Suécia (SWE)         | Mikael Ljungberg |
|      | Ucrânia (UKR)        | David Saldadze   |
|      | Estados Unidos (USA) | Garrett Lowney   |

### Luta greco-romana - 97-130 kg
| Pos. | País                 | Atletas           |
| ---- | -------------------- | ----------------- |
|      | Estados Unidos (USA) | Rulon Gardner     |
|      | Rússia (RUS)         | Aleksandr Karelin |
|      | Bielorrússia (BLR)   | Dmitry Debelka    |

## Quadro de medalhas da luta
| Ordem | País                       | Medalha de ouro | Medalha de prata | Medalha de bronze | Total |
| ----- | -------------------------- | --------------- | ---------------- | ----------------- | ----- |
| 1     | RUS Rússia                 | 6               | 2                | 1                 | 9     |
| 2     | USA Estados Unidos         | 2               | 2                | 3                 | 7     |
| 3     | CUB Cuba                   | 1               | 3                | 1                 | 5     |
| 4     | KOR Coreia do Sul          | 1               | 2                | 1                 | 4     |
| 5     | BUL Bulgária               | 1               | 1                | 0                 | 2     |
| 6     | TUR Turquia                | 1               | 0                | 1                 | 2     |
| 7     | AZE Azerbaijão             | 1               | 0                | 0                 | 1     |
| 7     | CAN Canadá                 | 1               | 0                | 0                 | 1     |
| 7     | IRI Irã                    | 1               | 0                | 0                 | 1     |
| 7     | SWE Suécia                 | 1               | 0                | 0                 | 1     |
| 11    | UKR Ucrânia                | 0               | 2                | 0                 | 2     |
| 12    | KAZ Cazaquistão            | 0               | 1                | 0                 | 1     |
| 12    | HUN Hungria                | 0               | 1                | 0                 | 1     |
| 12    | JPN Japão                  | 0               | 1                | 0                 | 1     |
| 12    | UZB Uzbequistão            | 0               | 1                | 0                 | 1     |
| 16    | GEO Geórgia                | 0               | 0                | 3                 | 3     |
| 17    | BLR Bielorrússia           | 0               | 0                | 1                 | 1     |
| 17    | CHN China                  | 0               | 0                | 1                 | 1     |
| 17    | PRK Coreia do Norte        | 0               | 0                | 1                 | 1     |
| 17    | FIN Finlândia              | 0               | 0                | 1                 | 1     |
| 17    | GRE Grécia                 | 0               | 0                | 1                 | 1     |
| 17    | MKD República da Macedônia | 0               | 0                | 1                 | 1     |